# Deepforces
Deepforces ist ein, seit 2001 bestehendes, Hardtrance-, Hands-up- und Hardstyle Projekt, welches vom österreichischen Musikproduzenten Christian Blecha (* 6. Juni 1985 in Wien) ins Leben gerufen wurde.

## Karriere
Als DJ Unni, so sein erster Deckname, versuchte Christian Blecha sein Bestes, um im konventionellen Hands-Up-Bereich Fuß zu fassen. Er lernte innerhalb dieser Zeit viel über Musik und die Hands-Up-Szene. Zunehmend gefiel ihm aber der von ihm so bezeichnete „Standard Hands-Up-Sound“ nicht mehr, sodass er sich auf die Suche nach etwas Frischem machte, um ein wenig aus der Masse zu stechen. Es entstand der heute typische „Deepforces“-Sound, mit dem er es geschafft hat, jede Menge Remixanfragen von bereits etablierten Produzenten zu erhalten. Mittlerweile ist er vor allem durch Remixes zu Songs von Künstlern wie Cascada oder Mario Lopez, aber auch durch zahlreiche Eigenkompositionen bekannt geworden. Seit seiner ersten Single Harder steht er bei Zooland Records unter Vertrag. Christian Blecha ist aktuell (Stand: 2014) unter dem Namen „Freigeist“ tätig.

## Diskografie

### Singles
- 2004: Tribute to Dance
- 2006: Shokk E.P.
- 2006: Harder
- 2008: Wake Up
- 2009: Genesis (als Freigeist)
- 2010: Far Away
- 2015: Back in the Days (als Freigeist)
- 2016: 7FT (als Freigeist)

### Remixes
Namhafte, auf Tonträgern bekannter Künstler erwähnte Remixes:
- V-Heads – Paxi Fixi (Deepforces Remix)
- DJ Blue Thunder – Dumpa (Deepforces Remix)
- DeeRockaZ – First Strike (Deepforces Remix)
- DJ Benjamin Zane – Tears Don’t Lie (Deepforces Remix)
- Die Vamummtn – Krocha Hymne (Deepforces Remix)
- Danceforce – The Energy (Deepforces Remix)
- Dirty Boyz – Jump (I Can’t Hear U) (Deepforces Remix)
- Verano – Abfahrt! (Deepforces Remix)
- Cascada – A Neverending Dream (Deepforces Remix)
- Blue Thunder – Disconnected (Deepforces Remix)
- DJ Lee – Fight Hard (Deepforces Remix)
- Megara vs. DJ Lee – The Megara 2005 (Deepforces Remix)
- Mario Lopez – Future Grooves (Deepforces Remix)
- Alex M. vs. Marc van Damme – Hava Nagila (Deepforces Remix)
- DJ Goldfinger – Can’t Stop Me (Deepforces Remix)
- X – Cloud 9 (Deepforces Remix)
- Chemistry – Heartbeat (Deepforces Remix)
- Da Sylver & Deefour – The Last Unicorn 2005 (Deepforces Remix)
- L&M Project – Crazy Beatz (Deepforces Remix)
- DJ Ramon Zerano & Marc Korn – Hear Me Cry (Deepforces Remix)
- Mario Lopez – You Play Me Like a Jojo (Deepforces Remix)
- La Dance Inc. – (I Got You) In My Mind (Deepforces Remix)
- Marc Korn – Summer of Love (Deepforces Remix)
- Nightbass DJ Team – On a Hardstyle Trip (Deepforces Remix)
- Logo Vs. Rob D – We’re Flying to Ibiza (Deepforces Remix)
- Deep Spirit – Lonely (Deepforces Remix)
- Van Snyder – Start Again (Deepforces Remix)